# 天正 (日本)
天正是日本的年號之一，接在元龜之後，文祿之前。從1573年到1593年為止之期間。這時代的天皇是正親町天皇、後陽成天皇。室町幕府的將軍是足利義昭（在改元前被放逐，沒有實權），執掌天下的人是織田信長、出任織田家家督的織田信忠、清洲會議上被羽柴秀吉擁立的幼君織田秀信。1583年賤岳之戰後則由出任關白的太閣豐臣秀吉及關白豐臣秀次執掌天下。

## 改元
- 元龜4年7月28日（儒略曆1573年8月25日），戰亂等災異而改元。
- 天正20年12月8日（格里曆1593年1月10日），改元為文祿。

## 出典
出自《文選》的「君以下為基、民以食為天、正其末者端其本、善其後者慎其先」與《老子》的「清静者為天下正」。

## 西曆改曆
天正十年（1582年），歐洲由儒略曆改為格里曆，對照如下：
| 和曆 （宣明曆）  | 西曆                    | 西曆                     | 儒略日  |
| 和曆 （宣明曆）  | 儒略曆 （舊曆）         | 格里曆 （新曆）          | 儒略日  |
| ---------------- | ----------------------- | ------------------------ | ------- |
| 天正10年九月十八 | 1582年10月4日（星期四） | －                       | 2299160 |
| 天正10年九月十九 | 1582年10月5日（星期五） | 1582年10月15日（星期五） | 2299161 |
| 天正10年九月廿日 | 1582年10月6日（星期六） | 1582年10月16日（星期六） | 2299162 |

## 大事記
- 元年（1573年）
  - 八月初一（8月29日）——武田高信攻擊山中幸盛的甑山城，但最終大敗而回。其後武田高信將居城鳥取城讓予山名豐國，令因幡國形勢大變。
  - 八月二十（9月17日）——朝倉義景在走投無路下在賢松寺自盡（一乘谷城之戰）。
  - 八月廿八（9月25日）——織田軍對攻擊淺井家居城小谷城，淺井長政在被織田軍發現前自盡身亡（小谷城之戰）。
  - 十二月廿六（1月18日）——松永久秀向織田信長投降。
- 2年（1574年）
  - 正月十九（2月10日）——越前國發生一向宗信徒暴動（一向一揆），守護代前波吉繼自盡身亡。
  - 九月廿九（10月13日）——織田軍平定長島一向宗信徒暴動。
- 3年（1575年）
  - 5月——武田軍包圍德川家的長篠城。
  - 五月廿一（6月29日）——織田軍及武田軍在設樂原交戰，雙方死傷慘重，武田軍在失去多名主要將領下而敗戰，是為長篠之戰[1]。
- 4年（1576年）
  - 四月十六（5月14日）——武田家為逝世的武田信玄舉行葬禮，葬禮於甲斐國惠林寺舉行。
  - 7月——奉毛利家吉川元春之命，南條家的山田重直在伯耆國羽衣石城外暗殺有倒向織田家意圖的福山茲正。
- 5年（1577年）
  - 二月廿二（3月11日）——織田信長進攻雜賀眾的領地。
  - 九月十五（9月25日）——上杉謙信進攻能登國七尾城。
  - 九月廿三（11月2日）——上杉軍和織田家爆發手取川之戰，結果上杉軍大勝。
  - 十月初十（11月19日）——織田信長進攻叛變的松永久秀、松永久通父子居城信貴山城，兩人均於城內自殺身亡。（信貴山城之戰）[2]
  - 十一月二十（12月28日）——織田信長就任右大臣一職，但保留右大將職位。
  - 十二月初三（12月28日）——羽柴秀吉進攻播磨國上月城。
- 6年（1578年）
  - 四月初九（5月15日）——織田信長辭任右大臣、右大將職位。
  - 五月十三（6月17日）——上杉家因為繼承人問題出現內亂，史稱御館之亂。
  - 六月初七（7月11日）——武田勝賴與上杉景勝議和。
  - 七月初三（8月5日）——毛利軍大舉進攻尼子家（復興）的上月城。最終尼子勝久等人以自盡換取無血開城投降。（上月城之戰）[3]
- 7年（1579年）

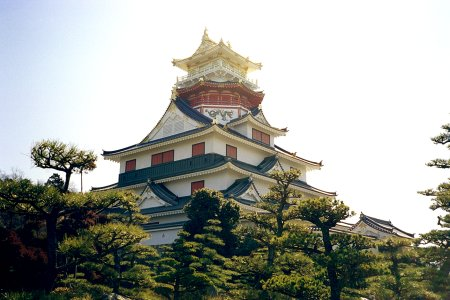
安土城天守

- - 五月十一（6月5日）——安土城天主建造完成。
  - 八月廿九（9月19日）——德川家康命令殺死妻子築山殿，築山殿在小藪村被殺死。
  - 九月十五（10月5日）——德川家康長男德川信康在二俁城自盡。
- 8年（1580年）
  - 正月十七（2月2日）——羽柴秀吉攻佔三木城，別所長治自盡。
  - 八月初二（9月10日）——石山本願寺燒失，石山合戰結束。
- 9年（1581年）
  - 二月廿八（4月1日）——織田信長在京都舉行馬揃軍閱儀式[4]。
  - 三月廿二（4月25日）——德川家康反攻武田軍佔據的高天神城（第二次高天神城之戰）
  - 七月廿一（8月21日）——羽柴秀吉包圍鳥取城。
- 10年（1582年）
  - 三月十一（4月3日）——天目山之戰結束，織田軍大敗武田軍，武田勝賴自殺身亡[5]。
  - 四月廿七（5月19日）——羽柴秀吉開始進攻備中高松城（備中高松城之戰）。
  - 六月初二（7月1日）——明智光秀在京都前往支援中國地方的戰事途中叛變，並火燒本能寺。在寺內休息的織田信長自盡身亡，織田信忠為幫父親信長報仇，但不敵明智光秀的軍隊，也自盡身亡，是為本能寺之變，令整個織田家勢力陷入混亂[6][7]。
  - 六月十三（7月12日）——明智光秀與羽柴秀吉在山城國及攝津國邊緣山崎決戰（山崎之戰）[8]。最終羽柴秀吉獲勝，成為豐臣秀吉統一日本的基礎。
  - 六月廿七（7月26日）——清洲會議，決定由織田秀信為織田家繼承人。
  - 十月十五（11月11日）——織田信長、織田信忠的葬禮在京都大德寺舉行。
  - 天正遣歐少年使節（大友宗麟、大村純忠、有馬晴信三人共派遣四名代表）前往羅馬[9]。
- 11年（1583年）
  - 三月廿九（5月10日）——東大寺的不動門被暴風吹倒。
  - 四月廿一（5月30日）——賤岳之戰開始[10]。
  - 五月初二（6月21日）——支持柴田勝家的織田信孝自盡。
- 12年（1584年）
  - 三月廿四（5月4日）——沖田畷之戰，龍造寺隆信在混戰中戰死，令龍造寺勢力急劇衰弱[11]。
  - 四月初九（5月18日）——小牧·長久手之戰開始[12]。
  - 六月廿八（8月4日）——西班牙船首次到達日本，他們來到平戶。
- 13年（1585年）
  - 三月初七（4月6日）——羽柴秀吉在大德寺舉行大茶會。
  - 七月十一（8月6日）——羽柴秀吉就任關白一職，並被正親町天皇賜姓為豐臣，改名為豐臣秀吉。
  - 十一月廿九（1586年2月18日）——北陸、近畿大地震。越中國木舟城被破壞，前田秀繼死在城中[13]。
- 14年（1586年）
  - 七月廿七——島津軍進攻大友家岩屋城，高橋紹運戰死（岩屋城之戰）
  - 十一月初七（12月17日）——正親町天皇讓位，由其孫和仁親王（後陽成天皇）繼任[14]。
- 15年（1587年）

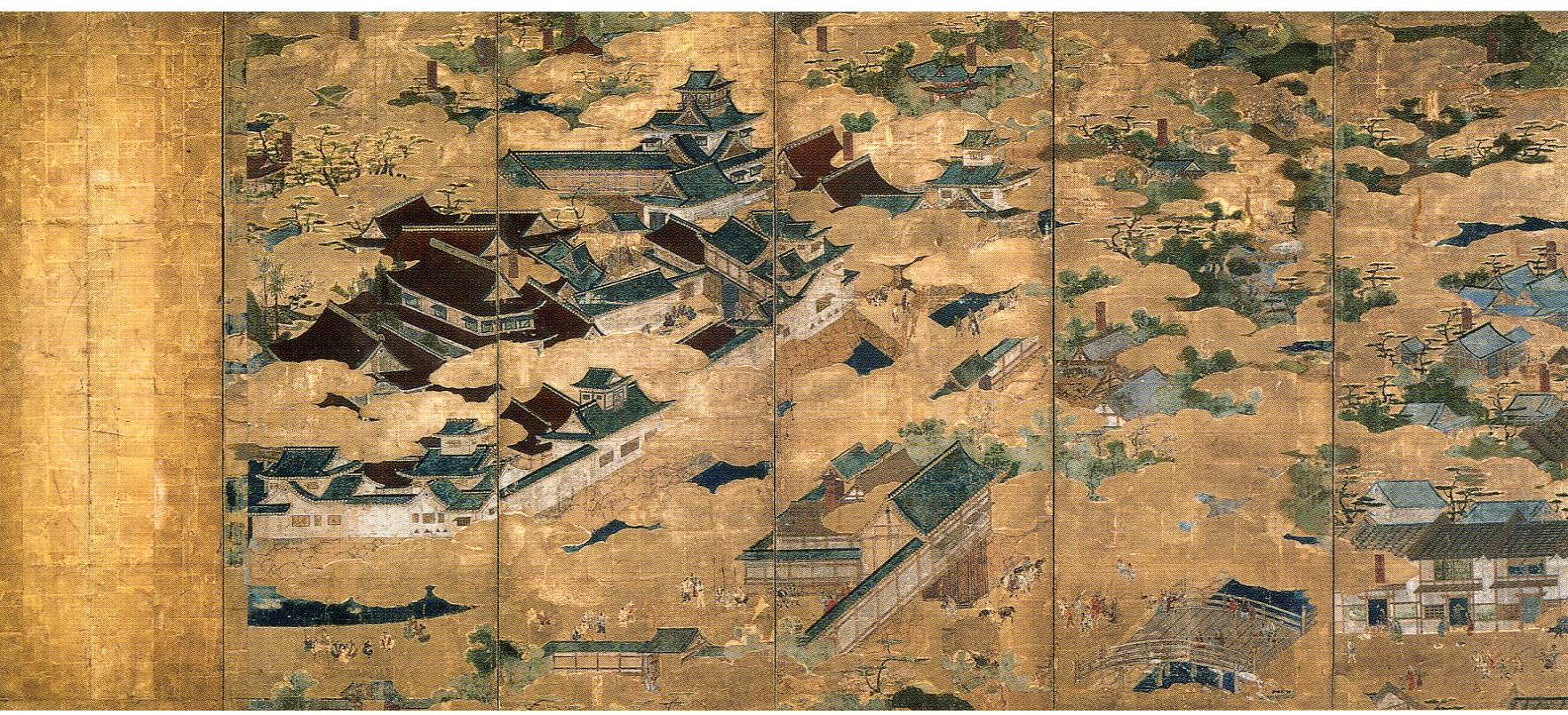
聚樂第

- - 五月初六（6月11日）——島津義久向豐臣秀吉投降，結束了九州征伐。
  - 六月十九（7月24日）——豐臣秀吉發布伴天連追放令（教士驅逐令）。
  - 九月十三（10月13日）——聚樂第建成。
- 16年（1588年）
  - 七月初九（8月30日）——豐臣秀吉發布刀狩令和海賊取締令[15]。
- 17年（1589年）
  - 二月初五（3月10日）——駿河、遠江兩國大地震。
  - 五月廿七（7月16日）——豐臣秀吉妻妾殿誕下鶴松。
  - 11月——北條氏家臣豬俁邦憲攻佔名胡桃城，後來使豐臣秀吉向北條氏宣戰[16]。
- 18年（1590年）
  - 四月初五（5月8日）——豐臣秀吉開始對小田原城進行包圍（小田原之役）。
  - 七月初五（8月4日）——小田原城開城，北條氏直投降[17]。
- 19年（1591年）
  - 二月初八（4月1日）——千利休被秀吉下令自盡[18]。
- 20年（1592年）
  - 四月十二（5月23日）——小西行長在釜山一帶登陸，文祿之役正式開始。在早期朝鮮軍未能應付日軍的猛烈攻擊，節節敗退。
  - 五月初三（6月12日）——日本軍攻佔漢城。
  - 六月十五（7月23日）——日本軍攻佔平壤。

## 出生
- 元年
  - 不詳——崇源院，淺井長政三女，德川秀忠的御台所。
- 2年
  - 不詳——結城秀康，德川家康次男，越前國福井藩主。
- 3年
  - 不詳——長宗我部盛親，戰國大名。
  - 不詳——本多忠政，戰國時代武將，姬路城主
- 4年
  - 3月15日（4月14日）——南部利直，江戶時代盛岡藩主。
  - 11月7日（11月27日）——戰國及江戶時代初期大名。
  - 不詳——淺野幸長，戰國時代武將，紀州藩藩主。
  - 不詳——秋田實季，戰國時代至江戶時代初期大名
- 5年
  - 不詳——毛利勝永，戰國時代武將，豐臣氏家臣。
- 6年
  - 不詳——前田利政，戰國時代武將，前田利家次男。

- 7年

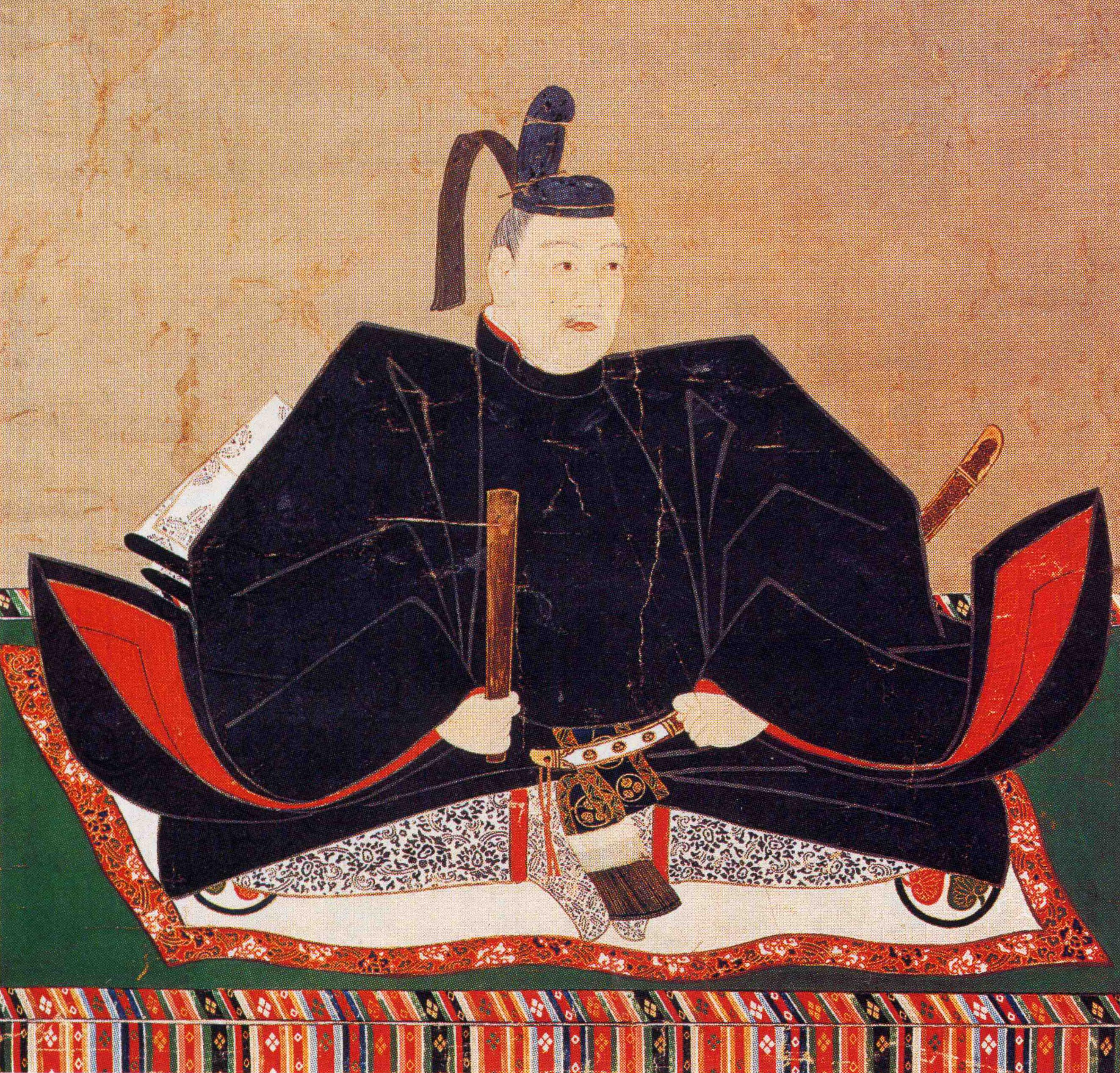
德川秀忠

  - 1月8日（2月3日）——八條宮智仁親王，皇族，八條宮第一代當主。
  - 4月7日（5月2日）——德川秀忠，德川家康三男，第二代江戶幕府將軍。
  - 不詳——春日局，德川家光乳母。
- 8年
  - 10月28日（12月4日）——鍋島勝茂戰國時代武將，江戶時代佐賀藩主。
  - 不詳——松平忠吉，德川家康四男。
  - 不詳——織田秀信，織田信忠嫡子。
- 10年
  - 不詳——小早川秀秋，戰國時代大名。
- 11年
  - 不詳——林羅山，江戶時代儒家學者。
  - 不詳——蒲生秀行，戰國時代武將。
- 12年
  - 不詳——松平定行，伊予國松山藩主。
  - 不詳——宮本武藏，日本江戶時代初期劍術家、兵法家、藝術家，為創立二天一流劍道的始祖，以「二刀流」劍術聞名於世。
- 14年
  - 不詳——板倉重宗，譜代大名，京都所司代。
- 15年
  - 6月16日（7月21日）——酒井忠勝，若狹國小濱藩主。
- 16年
  - 不詳——板倉重昌，三河國深溝藩主。
- 18年
  - 2月11日（3月16日）——井伊直勝、井伊直孝兄弟，「赤鬼」井伊直政之子。
- 19年
  - 9月25日（11月11日）——伊達秀宗，宇和島藩主，伊達政宗長男。
- 20年
  - 1月4日（2月16日）——松平忠輝，德川家康六男。

## 逝世
- 元年

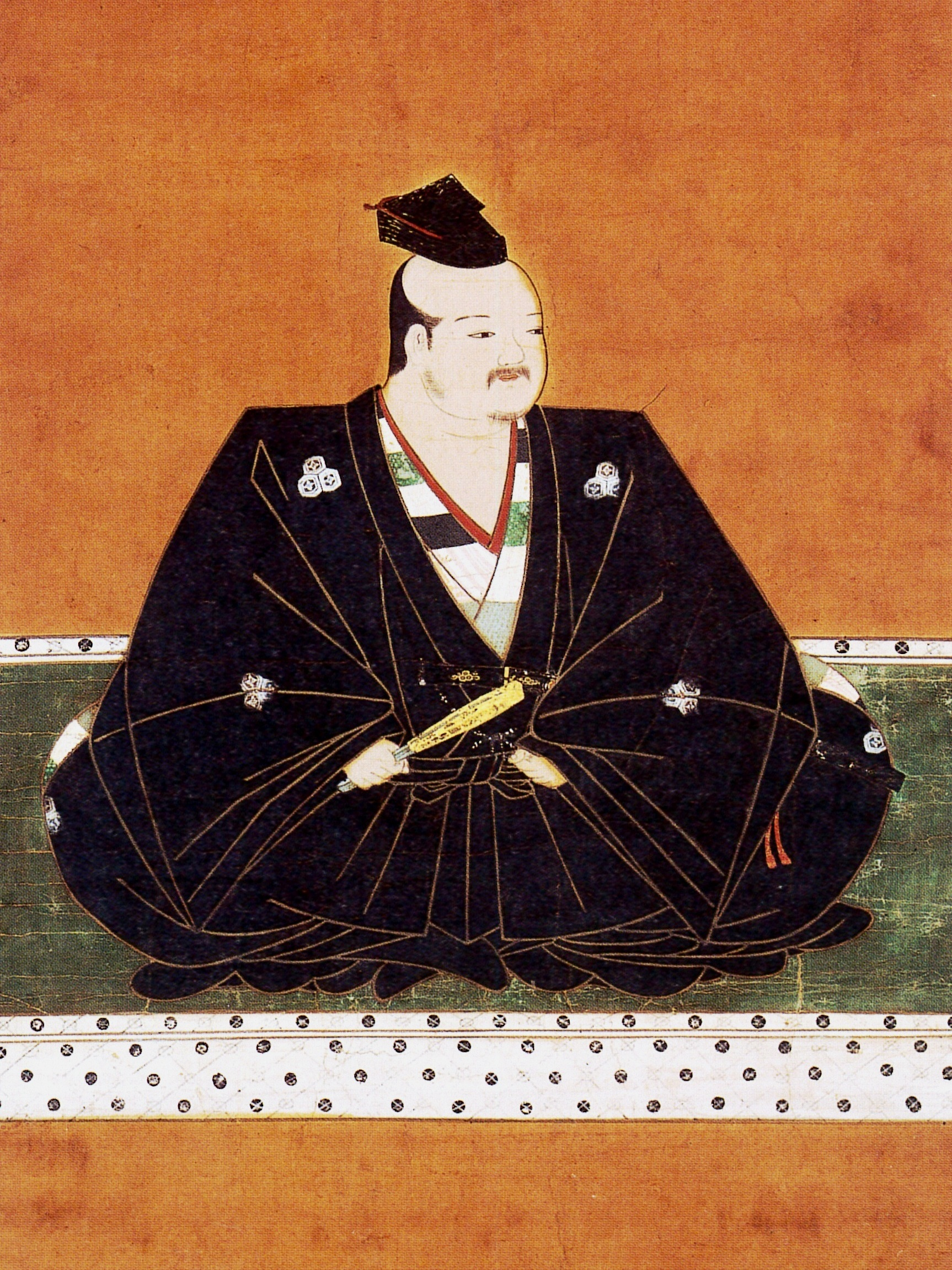
淺井長政

  - 8月20日（9月17日）——朝倉義景，越前國戰國大名。
  - 8月27日（9月24日）——淺井久政，近江國戰國大名、武將。
  - 8月28日（9月25日）——淺井長政，近江國戰國大名。
- 2年
  - 3月5日（3月27日）——武田信虎，武田信玄之父，甲斐國戰國大名。
  - 6月5日（7月12日）——蘆名盛興，蘆名盛氏之子，奧州南部大名。
- 3年
  - 5月16日（另說17日、6月24日）——鳥居勝商，德川家奧平貞昌足輕頭。
  - 5月21日（6月29日）——山縣昌景，武田氏武將，武田四天王之一。
  - 5月21日（6月29日）——馬場信昌，武田氏武將，武田四天王之一。
  - 5月21日（6月29日）——內藤昌豐，武田氏武將，武田四天王之一。
  - 5月21日（6月29日）——土屋昌次，武田氏家臣，武田二十四將之一。
  - 5月21日（6月29日）——真田信綱，武田氏家臣。
  - 5月21日（6月29日）——原昌胤，武田氏家臣，武田二十四將之一。
  - 5月21日（6月29日）——松平伊忠，戰國時代德川氏家臣。
  - 11月21日（12月24日）——秋山信友，武田氏家臣，武田二十四將之一。
- 4年
  - 10月14日（11月4日）——羽柴秀勝，羽柴秀吉之子，幼名石松丸。
- 5年
  - 3月5日（3月24日）——直江景綱，戰國時代武將，上杉家家臣。
  - 10月10日（11月19日）——松永久秀，戰國時代武將，茶人。
- 6年
  - 3月13日（4月19日）——上杉謙信，越後國戰國大名。
- 7年
  - 3月2日（3月28日）——山科言繼，朝廷公家，權大納言。
  - 3月18日（4月13日）——上杉憲政，關東管領，山內上杉氏當主。
  - 3月24日（4月19日）——上杉景虎，戰國時代武將，上杉謙信養子。
  - 8月29日（9月19日）——築山殿，德川家康正室。
  - 9月15日（10月5日）——德川信康，德川家康長男。
- 8年
  - 1月7日（2月2日）——別所長治，播磨國大名。
  - 6月17日(7月28日)——蘆名盛氏，奧州南部大名。
  - 不詳——山名祐豐，但馬國戰國大名。
- 9年
  - 1月25日（2月26日）——京極高吉，足利義輝幕臣。

- 10年
  - 1月9日（2月1日）——宇喜多直家，備前國大名。
  - 3月11日（4月3日）——武田勝賴，甲斐國大名。
  - 3月11日（4月3日）——武田信勝，武田勝賴嫡男。
  - 6月2日（6月21日）——織田信長，戰國時代大名，右大臣、右近衛大將。
  - 6月2日（6月21日）——織田信忠，織田信長長男。
  - 6月2日（6月21日）——村井貞勝，織田氏家臣。
  - 6月13日（7月2日）——明智光秀，戰國時代武將。
  - 6月17日（7月6日）——齋藤利三，明智光秀家老。
- 11年
  - 4月24日（6月14日）——柴田勝家，戰國時代武將。
  - 4月24日（6月14日）——阿市，織田信長之妹，淺井長政妻子。
- 12年
  - 3月24日（5月4日）——龍造寺隆信，肥前國戰國大名。
- 13年
  - 10月8日（11月29日）——伊達輝宗，戰國時代大名。
  - 10月8日（11月29日）——二本松義繼，陸奧國二本松城城主。
  - 11月17日（1月6日）——鬼庭良直，伊達氏家臣。
  - 12月10日（1月29日）——羽柴秀勝，織田信長四男，豐臣秀吉養子。
- 14年
  - 7月24日（9月7日）——誠仁親王，正親町天皇第一皇子。
  - 11月15日（12月25日）——吉川元春，戰國時代武將，毛利元就次男。
- 15年
  - 5月6日（6月10日）——大友義鎮，戰國時代基督教大名。
  - 5月18日（6月22日）——大村純忠，戰國時代基督教大名。
  - 6月5日（7月10日）——島津家久，戰國時代武將，島津貴久四男。
- 16年
  - 閏5月14日（7月7日）——佐佐成政，戰國時代武將。
- 17年
  - 6月12日（7月24日）——上井覺兼，戰國時代島津氏家臣。
  - 11月1日（12月8日）——北條幻庵，戰國時代北條氏家臣，北條早雲三男。
- 18年
  - 1月4日（2月18日）——旭姬，德川家康正室。
  - 7月11日（8月10日）——北條氏政，戰國時代相模國大名。
  - 7月11日（8月10日）——北條氏照，戰國時代武將，北條氏家臣。
  - 9月4日（10月2日）——狩野永德，畫師。
- 19年
  - 1月22日（2月15日）——豐臣秀長，戰國時代武將，豐臣秀吉異母之弟。
  - 2月28日（4月21日）——千利休，茶人。
  - 7月——南條元續戰國時代大名。
  - 8月5日（9月22日）——豐臣鶴松，豐臣秀吉長男，早夭。
  - 9月20日（11月6日）——九戶政實，戰國時代武將。
  - 11月4日（12月19日）——北條氏直，戰國時代大名。
- 20年
  - 7月22日（8月29日）——大政所，豐臣秀吉之母。
  - 9月9日（10月14日）——豐臣秀勝，豐臣秀吉之甥。
  - 11月24日（12月27日）——顯如，本願寺11代門主。

## 西曆對照表
| 天正 | 元年   | 2年    | 3年    | 4年    | 5年    | 6年    | 7年    | 8年    | 9年    | 10年   |
| ---- | ------ | ------ | ------ | ------ | ------ | ------ | ------ | ------ | ------ | ------ |
| 西曆 | 1573年 | 1574年 | 1575年 | 1576年 | 1577年 | 1578年 | 1579年 | 1580年 | 1581年 | 1582年 |
| 干支 | 癸酉   | 甲戌   | 乙亥   | 丙子   | 丁丑   | 戊寅   | 己卯   | 庚辰   | 辛巳   | 壬午   |
| 天正 | 11年   | 12年   | 13年   | 14年   | 15年   | 16年   | 17年   | 18年   | 19年   | 20年   |
| 西曆 | 1583年 | 1584年 | 1585年 | 1586年 | 1587年 | 1588年 | 1589年 | 1590年 | 1591年 | 1592年 |
| 干支 | 癸未   | 甲申   | 乙酉   | 丙戌   | 丁亥   | 戊子   | 己丑   | 庚寅   | 辛卯   | 壬辰   |

## 相關項目
| 前一年號： 元龜 | 日本年號 | 下一年號： 文祿 |